# 杨叉
杨叉（？—552年），字阿叉，弘农郡华阴县（今陕西省华阴市）人，北魏、西魏官员。

## 生平
杨叉在北魏因为担任挽郎，以奉朝请为起家官。永熙三年（534年），杨叉担任外军直都督，随魏孝武帝西迁关中。大统元年（535年），杨叉因随驾之功封清水县开国侯，食邑八百户。杨叉加帅都督，外任金城郡太守，升任大都督，改任魏兴郡太守，帮助镇守金州。西魏废帝元年（552年），当时山民黄众宝率领境内众人进攻东梁州州城，因为西魏援兵未到，杨叉日夜交战，身受几处伤，因此战死。同年，杨叉的棺木送回，暂时葬在同州武乡县洛邑里。隋朝开皇九年岁在己酉三月甲子朔廿一日甲申（589年4月11日），杨叉的儿子杨钦将杨叉和夫人陇西辛氏葬于华州华阴县潼乡通灵里，后朝廷追赠淅州诸军事、淅州刺史。

## 家庭

### 祖父
- 杨某，北魏东莱郡太守、代郡尹、怀荒成玄二镇将、上洛刺史[1]

### 父亲
- 杨飏，北魏奉朝请、员外散骑侍郎、朔州镇将[1]

### 夫人
- 陇西辛氏，大统十三年九月在金城郡去世[1]

### 子女
- 杨钦，隋朝上开府仪同三司、太子右宗卫率、清水县开国公[1]